# Escut de Petrés
L'escut de Petrés és un símbol representatiu oficial de Petrés, municipi del País Valencià, a la comarca del Camp de Morvedre. Té el següent blasonament:
| « | Escut quadrilong de punta redona. Partit. Al primer quarter, en camp de gules, un castell d'or maçonat i aclarit de sable, sobre un terrassat d'argent. Al segon quarter, en camp d'or, una àguila de sable d'ales esteses, becada i membrada de gules. Al timbre, corona reial oberta. | » |

## Història
L'escut fou aprovat per Resolució de 9 de juliol de 1998, del conseller de Presidència. Publicat en el DOGV núm. 3.346, del 7 d'octubre de 1998.
S'hi representa el castell de Petrés, seu de la baronia, sobre una terrassa de pedra, senyal parlant al·lusiu al topònim de la localitat. Al costat, les armes dels Aguiló, barons de Petrés.